# Димитър Пенков
Димитър Пенков Иванов с псевдоними Гарибалди и Даскала е български учител и революционер, деец на Вътрешната македоно-одринска революционна организация.

## Биография
Пенков е роден на 10 май 1876 година в Обидим, Османската империя, днес България. Завършва българското училище в Сяр и работи като учител в Неврокоп и околните села Обидим, Скребатно и други. Става член на околийския комитет на ВМОРО в Неврокоп и пунктов войвода. През лятото на 1903 година е делегат на конгреса на Серския революционен окръг. През лятото на 1903 година е делегат от Неврокопски район на конгреса на Серския революционен окръг. Взема участие в Илинденско-Преображенското въстание през лятото на 1903 година. На конгреса на Серския революционен окръг в 1906 година е отново делегат. Пенков участва във войните за национално обединение.
В 1908 година напуска учителстването и се заема с търговия с дървен материал и бакалски стоки.
При избухването на Балканската война в 1912 година е доброволец в Македоно-одринското опълчение на Българската армия. Взима участие и в Първата световна война.
След края на войната през 1918 година, Димитър Пенков е избран за член на окръжния съвет. Развива дейност срещу дясното крило във възстановената ВМРО. След Деветоюнския преврат през 1923 година е арестуван от дейци на организацията и изтезаван. Забранену му да търгува и да се среща със свои другари. През 1924 година ВМРО го задържа отново, но го спасява протестът на местното население.
Димитър Пенков е задържан за трети път по време на Дъбнишката акция на ВМРО, отведен в Дъбница и след едномесечни мъчения обесен на 16 юни 1925 година.